# Horacio Esteves
Pour les articles homonymes, voir Esteves.
Horacio E. Esteves Orihuela (né le 6 juillet 1941 à Yaritagua, État d'Yaracuy et mort le 26 juillet 1996) est un athlète vénézuélien, spécialiste du sprint et du relais.
Médaille d'argent lors des Jeux panaméricains de 1963 (avec Arquímedes Herrera, Héctor Thomas et Rafael Romero). Il y termine également 4e sur 100 m. Son meilleur temps sur 100 m, de 10 s 0 avec vent régulier, obtenu en 1964, a constitué le record du monde de la distance (égalé à Caracas le 15 août).
Il a participé aux Jeux olympiques de Rome en 1960 sur 100 m (demi-finaliste) et relais 4 × 100 m, ainsi qu'à ceux de Mexico uniquement sur 100 m.